# Плегріді
Плегріді (Plegridy) — молекула інтерферону бета-1a, пов'язану з похідною поліетиленгліколю, яка має противірусну дію і впливає на імунну систему. Кон'югований по N-кінцевому амінокислотному залишку альфа-аміногрупи з однією лінійною молекулою метоксіполіетіленгліколя (20 кДа). Фармакологічні властивості пегінтерферона бета-1а узгоджуються з властивостями інтерферону бета-1а і, як вважається, зв'язуються білковою частиною цієї молекули. Належить до сімейства білків природного походження, індукованих клітинами у відповідь на біологічні та хімічні стимули. Інтерферони опосередковують численні клітинні реакції, які класифікуються як противірусні, антипроліферативні, імуномодулюючі.

## Будова та функції
Діючою речовиною препарату Плегріді є кон'югат інтерферону бета-1а, який виділяють генно-інженерним шляхом з клітин яєчників китайського хом'ячка, і однією лінійною молекулою метоксіполіетіленгліколь-О-2-метілпропіональдегіда (МПЕГ) з молекулярною масою 20 кДа, в співвідношенні, 1 моль білка/1 моль полімеру. Середня молекулярна маса кон'югату становить приблизно 44 кДа, з яких білок становить близько 23 кДа. Не містить консервантів.
Активність даного препарату не слід порівнювати з активністю інших пегілірованних або непегільованих білків того ж терапевтичного класу.

## Механізм дії
При розсіяному склерозі імунна система організму не функціонує належним чином і атакує певні частини центральної нервової системи (що складається з головного та спинного мозку), викликаючи запалення, що пошкоджує оболонки нерва. Механізм дії препарату Плегріді у РС ще не повністю відомий, але активний інгредієнт, що міститься в препараті, пегінтерферон бета 1-а, знижує активність імунної системи (природні захисні сили організму) і запобігає рецидивам РС. Інтерферон бета 1-а є формою білка, який у природі виробляється організмом. Інтерферон, присутній у Плегріді, отримують методом, відомим як «технологія рекомбінантної ДНК»: тобто, він отримується з клітин, в які введений ген (ДНК), що дозволяє їм продукувати людський інтерферон. Інтерферон потім «пегілірований» (тобто пов'язаний з хімічним речовиною, який називається «поліетиленгліколь»). Це лікування знижує швидкість виведення речовини з організму і дозволяє призначати ліки рідше.

## Фармакокінетика
Концентрація пегінтерферона бета-1а в плазмі крові залежала від дози в діапазоні доз від 63 до 188 мкг. Параметри фармакокінетики, які визначаються у пацієнтів з розсіяним склерозом, узгоджувалися з параметрами у здорових добровольців. Після п/к пегінтерферона бета-1а пацієнтам з РС Cmax досягалася через 1-1,5 днів. Після багаторазового введення (кожні 2 тижні) дози 125 мкг Cmax становила 280 ± 79 пг/мл. Після багаторазового п/к введення в дозах 125 мкг кожні 2 тижні пацієнтам з розсіяним склерозом Vd пегінтерферона бета-1а без корекції на біодоступність склав 481 ± 105 л.
Нирковий кліренс визначений як основний шлях виведення пегінтерферона бета-1а. Ковалентно зв'язаний з білком (інтерфероном бета-1а) фрагмент поліетиленгліколю (PEG) може змінювати in vivo властивості немодифікованого білка, включаючи зниження ниркового кліренсу і зменшення протеолізу, тим самим продовжуючи T1/2 з кровотоку.
У пацієнтів з розсіяним склерозом T1/2 пегінтерферона бета-1а в рівноважному стані склав 78 ± 15 ч. Середнє значення кліренсу в рівноважному стані пегінтерферона бета-1a склало 4.1 ± 0.4 л / год.
У пацієнтів, які знаходяться на гемодіалізі, концентрація пегінтерферона бета-1а знижувалася приблизно на 24 % після кожного сеансу гемодіалізу, з чого можна зробити висновок, що гемодіаліз сприяє частковому виведенню пегінтерферона бета-1а з системного кровотоку.

## Застосування в медицині
Комітет Агентства з лікарських засобів для лікування людини (CHMP) вирішив, що переваги Плегріді більші, ніж його ризики, і рекомендував, щоб вони були схвалені для використання в ЄС. CHMP вважає, що застосування препарату Плегріді кожні два тижні, як було показано, викликає зменшення кількості рецидивів у пацієнтів з рецидивуючим РС порівняно з плацебо приблизно на 30 %, що є порівнянним з таким, який спостерігається з іншими лікарськими засобами, що використовуються для лікування РС, що містить непегільований бета-інтерферон, і тому вважається клінічно значущим. Крім того, CHMP вважає, що Плегріді пропонує пацієнтам більші переваги при введенні кожні два тижні у порівнянні з менш частою терапією, яка була перевірена в дослідженні. Коли Плегріді вводили кожні чотири тижні, його позитивний ефект був нижчим, і було неможливо визначити групу пацієнтів, у яких цю менш часту дозу можна вважати адекватною. Що стосується профілю безпеки, найбільш поширені побічні явища, що спостерігаються під час лікування препаратом, вважаються керованими і, загалом, узгоджуються з подіями, що спостерігаються при використанні непегільованих препаратів на основі інтерферону.
18 липня 2014 року Європейська Комісія видала дозвіл на продаж для компанії Plegridy, що діє на всій території Європейського Союзу.

## Побічні ефекти
Поширені побічні ефекти Plegridy включають: реакції на місці ін'єкції (почервоніння, свербіж, біль, набряк, тепло, висип, синці), грипоподібні захворювання, гарячка, головний біль, біль у м'язах або суглобах, озноб, слабкість, нудота і блювота. Періодичність цих симптомів з часом знижується. Рідко — біль у грудях, зниження маси тіла.
Печінка і жовчні протоки: іноді — підвищення активності ACT, AЛT. Рідко — підвищення активності гама-глутамілтранспептидази, рівня білірубіну, гепатит.

## Взаємодія з іншими препаратами
Інтерферони знижували активність ферментів системи цитохрому Р450 печінки у людини і тварин. Слід з обережністю застосовувати Плегріді в комбінації з лікарськими препаратами з вузьким терапевтичним індексом, у яких кліренс істотно залежить від системи цитохрому Р450 печінки, наприклад, з деякими класами протиепілептичних засобів та антидепресантами.